# Садовская, Елизавета Михайловна
Елизаве́та Миха́йловна Садо́вская (23 апреля (5 мая) 1872, Москва, Московская губерния, Российская империя — 4 июня 1934, Москва, РСФСР, СССР) — российская и советская актриса, Заслуженная артистка РСФСР (1927).

## Биография

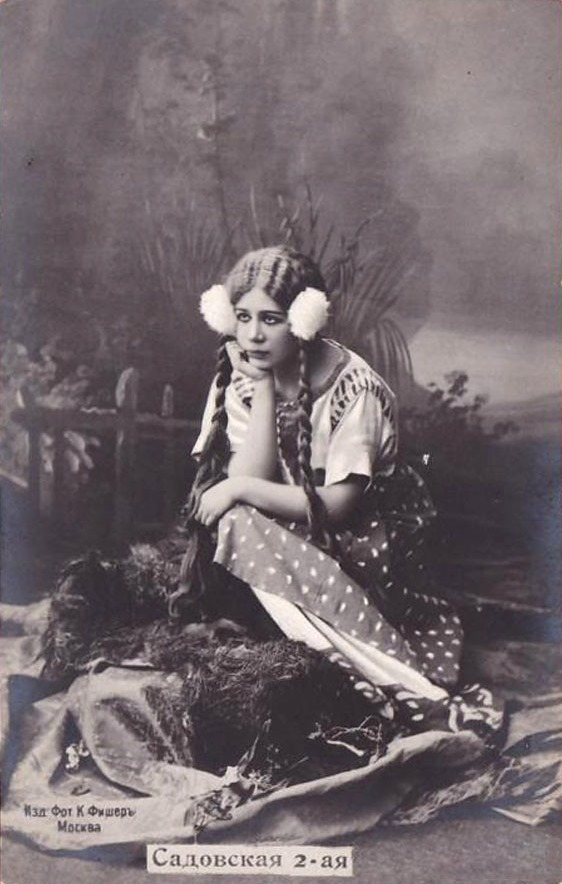
Садовская на сцене

Елизавета Михайловна Садовская родилась в Москве 23 апреля (5 мая) 1872 года в семье Ольги Осиповны и Михаила Провича Садовских. Брат — актёр и режиссёр Пров Садовский младший, дед — Пров Михайлович Садовский.

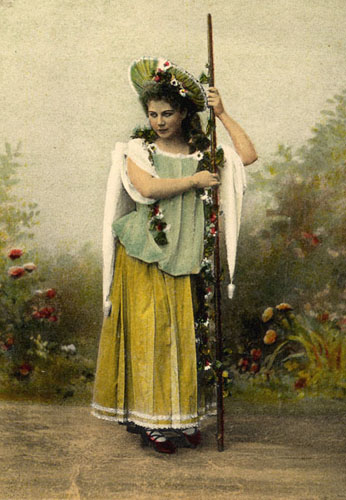
Садовская в спектакле «Зимняя сказка»

В 1894 году окончила драматические курсы при Московском театральном училище (педагоги О. А. Правдин и М. П. Садовский) и была принята в труппу Малого театра где и работала до конца жизни.
При жизни матери Елизавета Михайловна носила сценическое имя Садовская 2-я.
Обладая большим сценическим обаянием, Елизавета Михайловна создавала яркие, запоминающиеся образы русских девушек.
Умерла Елизавета Михайловна 4 июня 1934 года в Москве. Похоронена на Пятницком кладбище.

## Признание и награды
- Заслуженная артистка РСФСР (1927)[1]

## Творчество

### Роли в театре
- 1894 — «Василиса Мелентьевна» А. Н. Островского — Анна[1]
- «Лес» А. Н. Островского — Аксюша
- «Бедность не порок» А. Н. Островского — Гордевна
- «Волки и овцы» А. Н. Островского — Глафира[3]
- «Снегурочка» А. Н. Островского — Снегурочка
- «Правда хорошо, а счастье лучше» А. Н. Островского — Поликсена
- «Таланты и поклонники» А. Н. Островского — Негина
- «Доходное место» А. Н. Островского — Юлинька
- «Шутники» А. Н. Островского — Верочка
- «Гроза» А. Н. Островского — Варвара
- «Ревизор» Н. В. Гоголя — Марья Антоновна
- «Буря» Шекспира — Ариэль
- «Зимняя сказка» Шекспира
- «Горе от ума» Грибоедова — Лиза
- «Женитьба Фигаро» Бомарше — Сюзанна
- «Бойцы» Б. С. Ромашова — Ленчицкая